# Talsperre Río Tercero
Die Talsperre Río Tercero bzw. Talsperre Ministro Pistarini (spanisch Dique Río Tercero bzw. Dique Ministro Pistarini) ist eine Talsperre mit Wasserkraftwerk in der Provinz Córdoba, Argentinien. Das zugehörige Wasserkraftwerk wird als Kraftwerk Fitz Simon (span. Central hidroléctrica Fitz Simon bzw. Usina Hidroeléctrica Ingeniero Santiago Enrique Fitz Simon) bezeichnet. Die Talsperre staut den Río Tercero zu einem Stausee auf.
Die Kleinstadt Embalse befindet sich ca. 2 km südwestlich der Talsperre. Ungefähr 5 km östlich von Embalse befindet sich auf der rechten (südlichen) Seite des Stausees das Kernkraftwerk Embalse.
Die Talsperre dient dem Hochwasserschutz, der Bewässerung und der Stromerzeugung. Erste Pläne für die Errichtung einer Talsperre gehen bis ins Jahr 1911 zurück. Mit dem Bau der heutigen Talsperre wurde 1927 begonnen. Sie wurde 1930 eingeweiht.

## Absperrbauwerk
Das Absperrbauwerk ist ein CFR-Damm mit einer Höhe von 50 m über dem Flussbett und einer Länge von 360 m an der Dammkrone. Die Breite an der Krone beträgt 7 m. Das Volumen des Absperrbauwerks liegt bei 300.000 m³. Die Hochwasserentlastung ist durch eine Insel vom Absperrbauwerk getrennt und befindet sich auf der linken Flussseite.
Ein weiterer Nebendamm befindet sich rund 3 km südlich des Hauptdammes. Er hat eine Höhe von 10 m, eine Länge von 920 m und ein Volumen von 86.000 m³.

## Stausee
Bei Vollstau erstreckt sich der Stausee über eine Fläche von rund 56 km² und fasst 560 (bzw. 730) Mio. m³ Wasser. Ursprünglich war der Stauraum als Rückhaltebecken für auftretende Hochwasser gedacht. Nach der Inbetriebnahme des Kernkraftwerks darf der Stausee aber nur noch bis zu einem gewissen minimalen Stauziel abgesenkt werden, damit ausreichend Kühlwasser vorhanden ist. Seitdem liegt das Stauziel im Durchschnitt um 3 m höher als vor der Inbetriebnahme des Kernkraftwerks.

## Kraftwerk
Das Maschinenhaus des Kraftwerks befindet sich am Fuß des Staudamms auf der rechten Seite. Die installierte Leistung beträgt 10,5 MW. Die 3 Francis-Turbinen leisten jeweils maximal 3,5 MW und die Generatoren 4,5 MVA. Die Nenndrehzahl der Turbinen beträgt 375 min−1. Der Durchfluss liegt bei 11,6 (bzw. 17) m³/s je Turbine. In der Schaltanlage wird die Generatorspannung von 6,6 kV mittels Leistungstransformatoren auf 66 kV hochgespannt.
Mit dem Bau des Kraftwerks wurde 1936 begonnen. Es ging im Juli 1943 in Betrieb. Das Kraftwerk wird durch die Empresa Provincial de Energía de Córdoba (EPEC) betrieben.